# Chiesa Nuova (Amsterdam)
La Chiesa Nuova, o in olandese Nieuwe Kerk è una chiesa situata nel quartiere di Burgwallen Nieuwe Zijde, nello stadsdeel di Amsterdam-Centrum, nella città di Amsterdam.
Sorge nell'angolo nord-ovest di Piazza Dam, accanto al Palazzo Reale, e si affaccia su Nieuwezijds Voorburgwal.
Una delle ultime parti della chiesa fu completata tra il 1530 e il 1540.
Oggi la chiesa non è più un edificio spirituale, ma è Chiesa Nazionale del Regno dei Paesi Bassi, e vi si tengono tutte le incoronazioni. Inoltre è sede di mostre, spesso di natura antropologica e di concerti d'organo.

## Storia

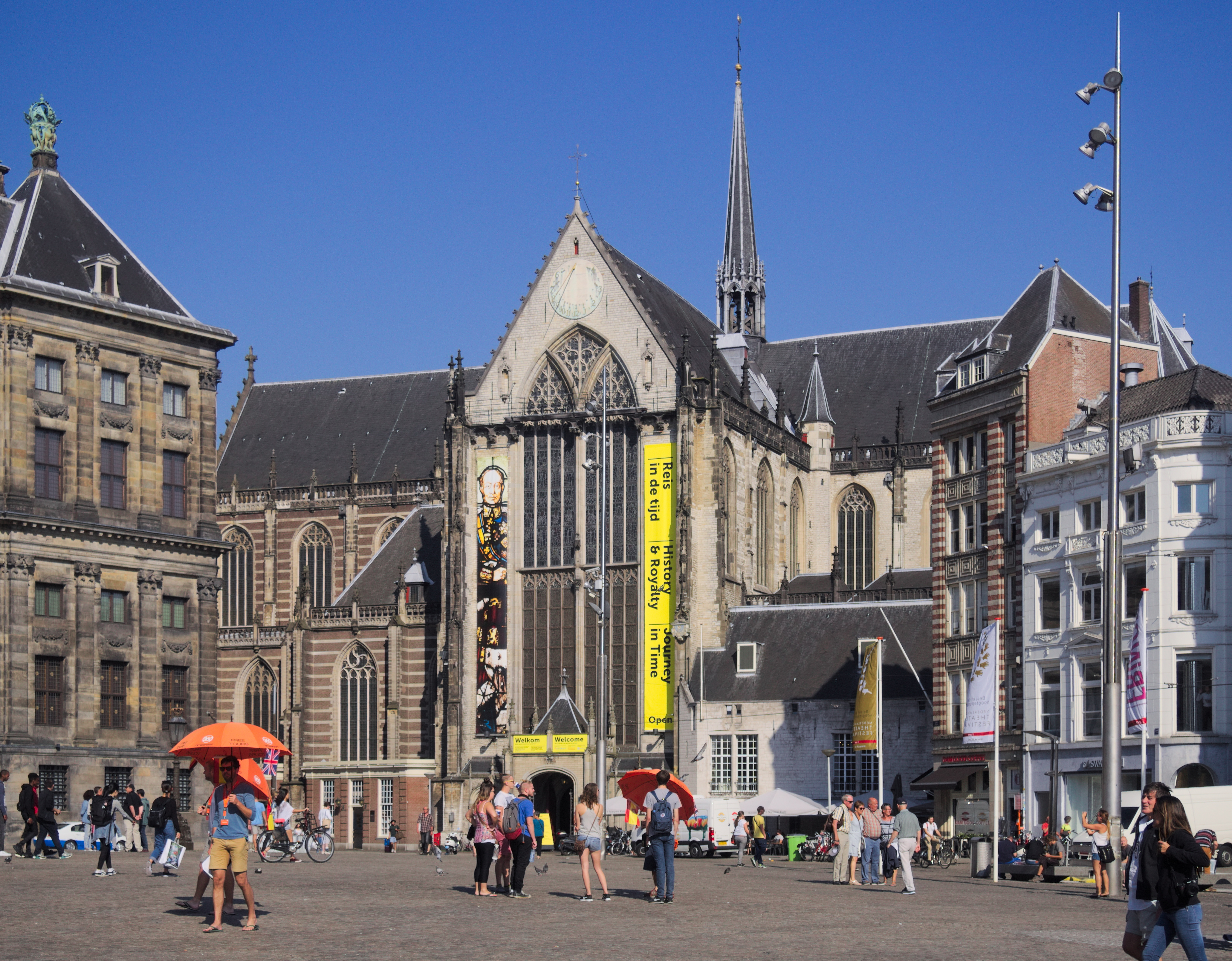
Veduta del fianco col transetto da Piazza Dam.

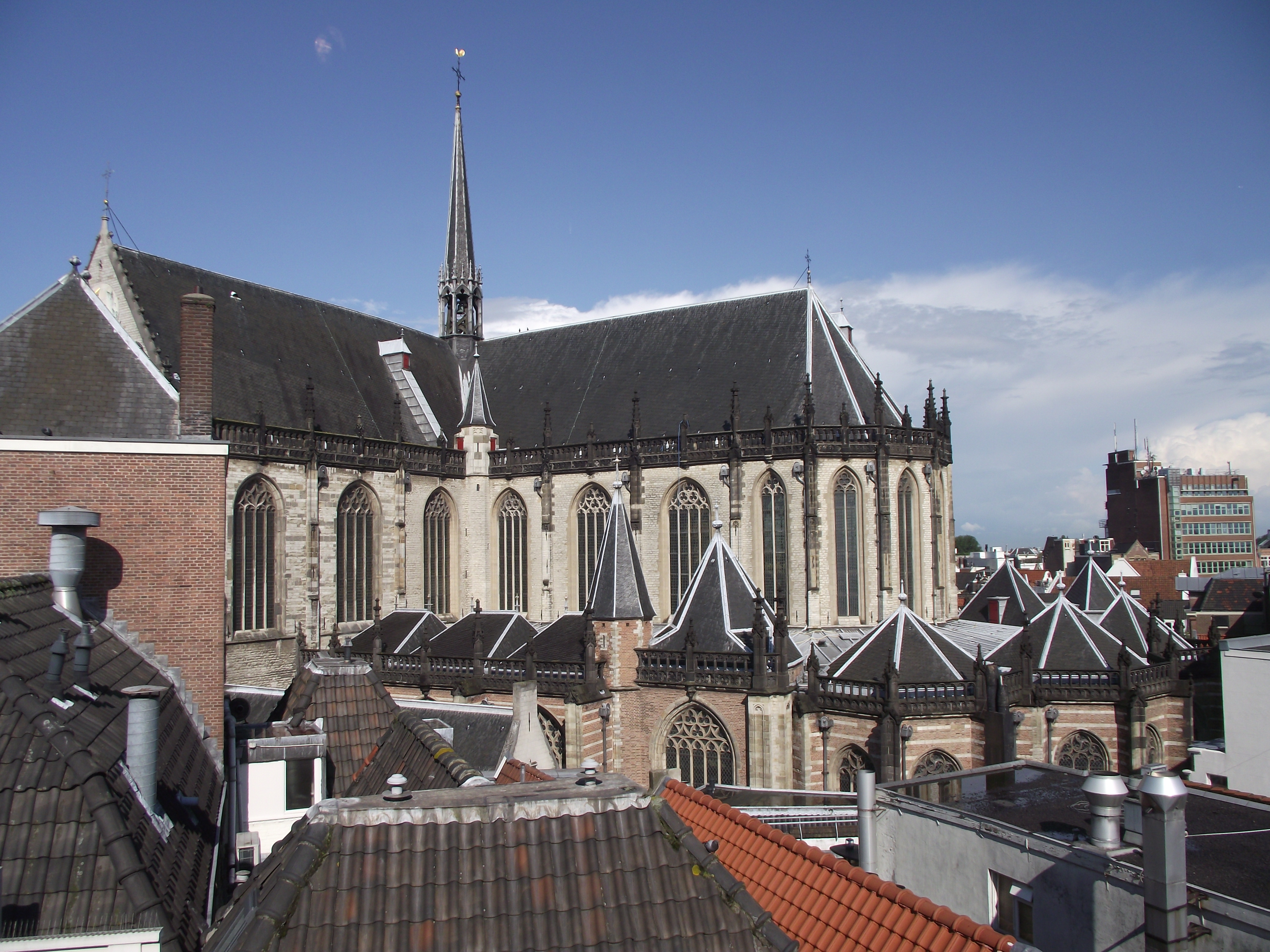
Il coro a cappelle radiali.

Agli inizi del XV secolo Frederik van Blankenheim, vescovo di Utrecht, riceve il permesso di costruire una nuova parrocchiale ad Amsterdam, poiché la Oude Kerk non era più sufficiente ad accogliere il crescente numero di fedeli della città che allora era in forte espansione. Inoltre Willem Eggert (1360-1417), ricco mercante cittadino, offrì al vescovo un suo frutteto che sorgeva in questo luogo, insieme a una grande donazione atta a finanziare i lavori della "Chiesa Nuova", da subito così chiamata per distinguerla dall'altra preesistente.
I lavori per la nuova, grande, basilica iniziarono nel 1408. Il progetto era in stile Tardogotico secondo le tendenze brabantine in auge all'epoca nella zona, ma fortemente ispirato alla Cattedrale di Amiens, ancor oggi la più grande di Francia. Si prevedeva un grande edificio a pianta a croce latina con piedicroce diviso in tre navate, transetto, coro a deambulatorio e alta torre sulla facciata.
L'edificio venne consacrato già nel 1409 e dedicato a Santa Caterina.
Tuttavia la chiesa subì ben presto dei forti danni. Durante gli incendi che hanno devastato la città nel 1421 e nel 1452, e inoltre con l'Alteratie del 26 maggio 1578, quando il governo cattolico cittadino viene soppiantato da quello protestante e i cattolici cacciati dalla città, provoca notevoli mutazioni all'edificio che viene completamente spogliato delle decorazioni secondo l'iconoclastia calvinista.
Nel 1645, al momento della costruzione del nuovo organo barocco, un grande incendio scoppia e distrugge le volte lignee e il tetto dell'edificio provocando ingenti danni. I lavori di ricostruzione sono stati diretti dall'architetto Jacob van Campen nel pieno rispetto delle forme originarie. La mostra d'organo scampò alle fiamme in quanto non era ancora stata montata; ma tutti gli arredi andarono distrutti e rifatti in stile barocco.
Nel frattempo la chiesa diviene anche il pantheon dei grandi eroi della marina olandese, fra cui l'ammiraglio Michiel de Ruyter, il capitano Jan van Speijk e il poeta Joost van den Vondel.

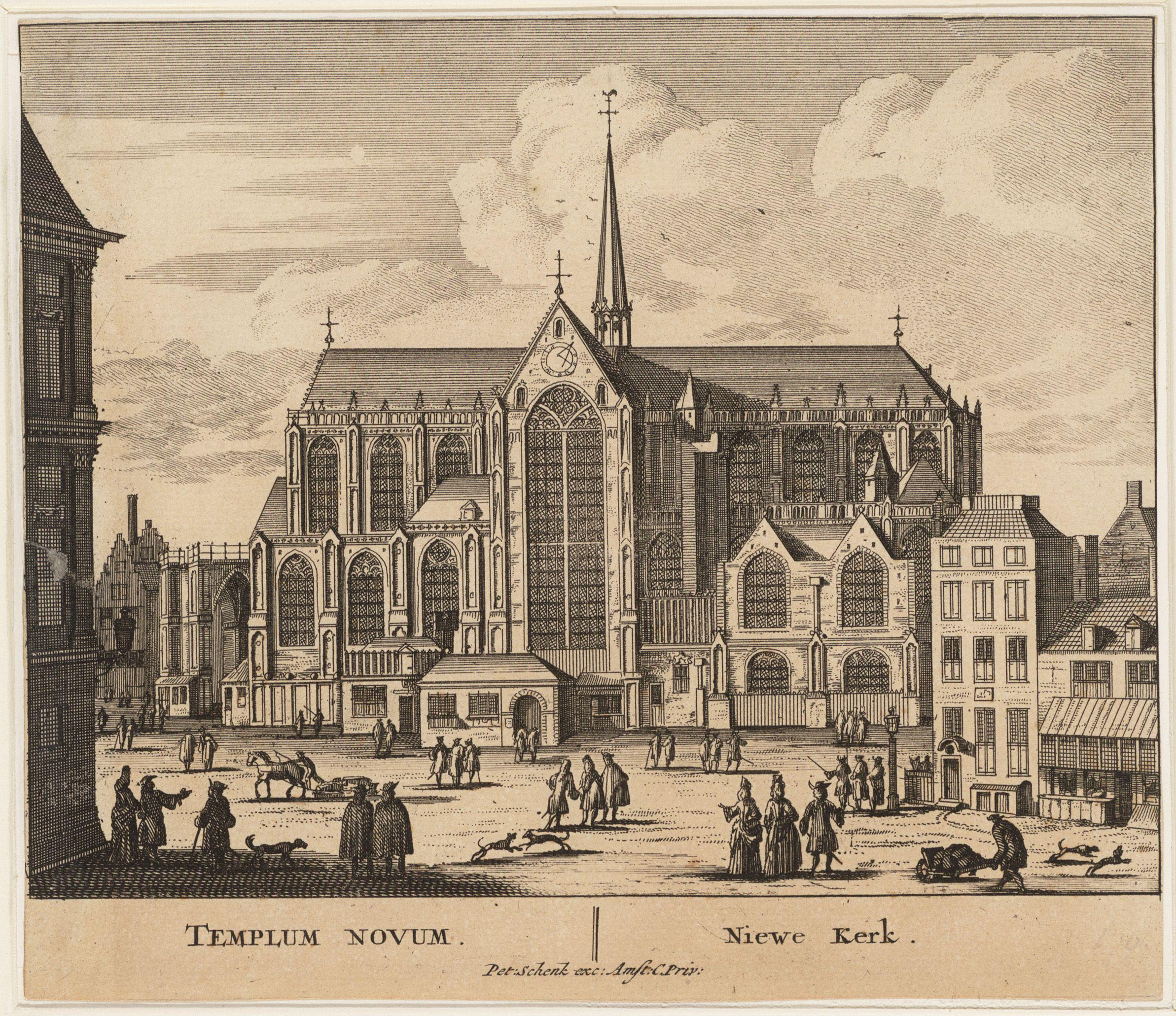
La Chiesa Nuova in una stampa del 1710 con ancora la base della torre sulla facciata.

Dal 1808, quando il vicino Municipio diviene Palazzo reale per volere di Luigi Bonaparte, la Chiesa Nuova fu elevata a Chiesa nazionale del Regno dei Paesi Bassi, e vi si tengono tutte le incoronazioni.
Un importante intervento di restauro è stato compiuto infine nel periodo 1959-1980.
La proprietà della Chiesa è passata nel 1979 a una fondazione culturale, la Nationale Stichting De Nieuwe Kerk, costituita appositamente per occuparsi della gestione delle attività che ve si tengono.

### Torre
Due volte si è iniziata la costruzione di un campanile per la chiesa, posto di fronte alla facciata. Nel 1565 vennero scavate le fondamenta, ma le mutevoli condizioni politico-religiose arrestarono la costruzione. Nel 1646 è stato fatto un secondo tentativo. Jacob van Campen, anche l'architetto del municipio adiacente (ora Palazzo Reale), progettò una torre in stile tardogotico, e nel 1647 l'ultimo dei 6363 pali per la torre sarà impiantato a terra, ma nel 1653 l'edificio venne già interrotto. Infine nel 1783 il mozzicone incompiuto venne definitivamente rimosso e si realizzò la facciata a portico odierna.

## Interno

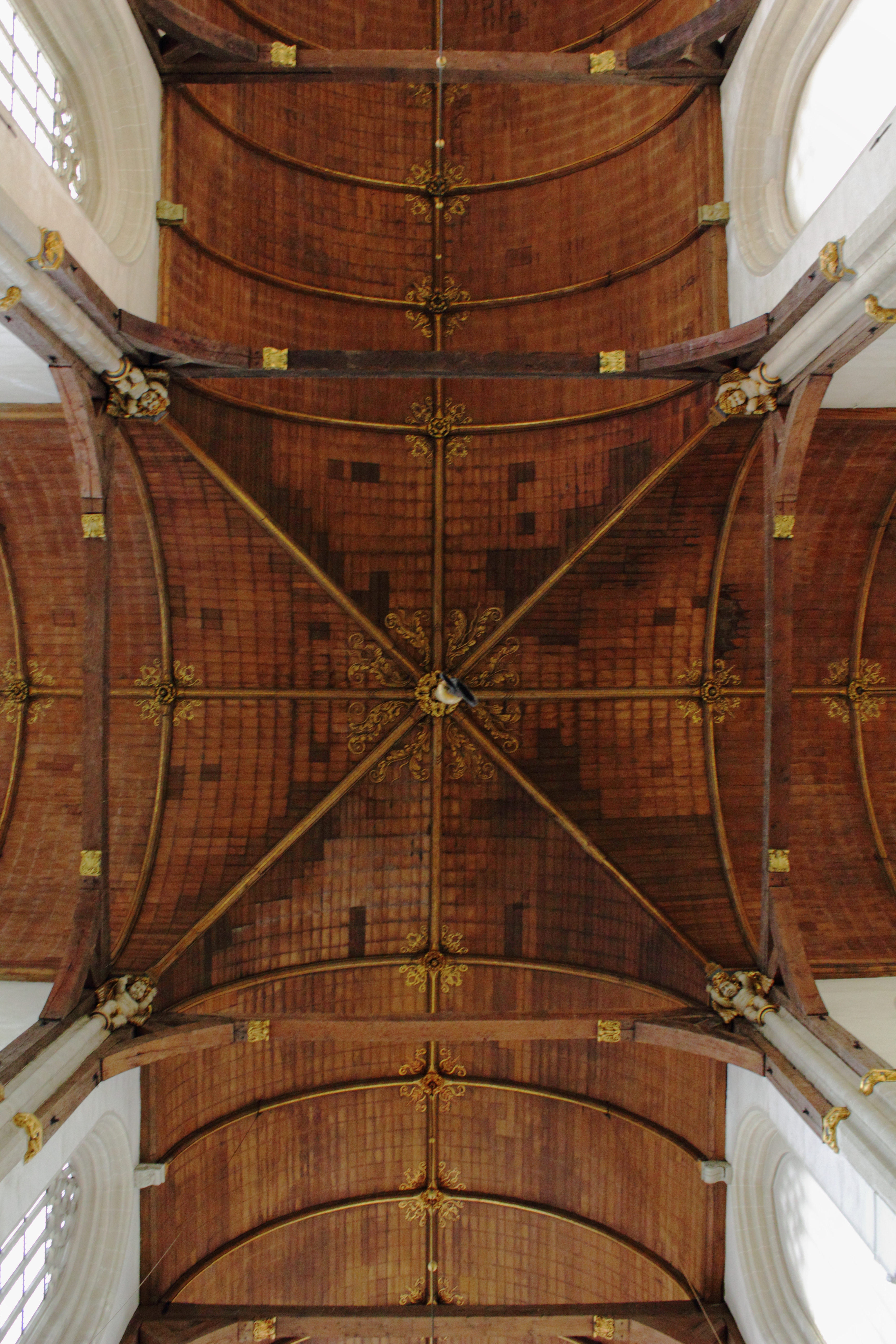
Le volte lignee.

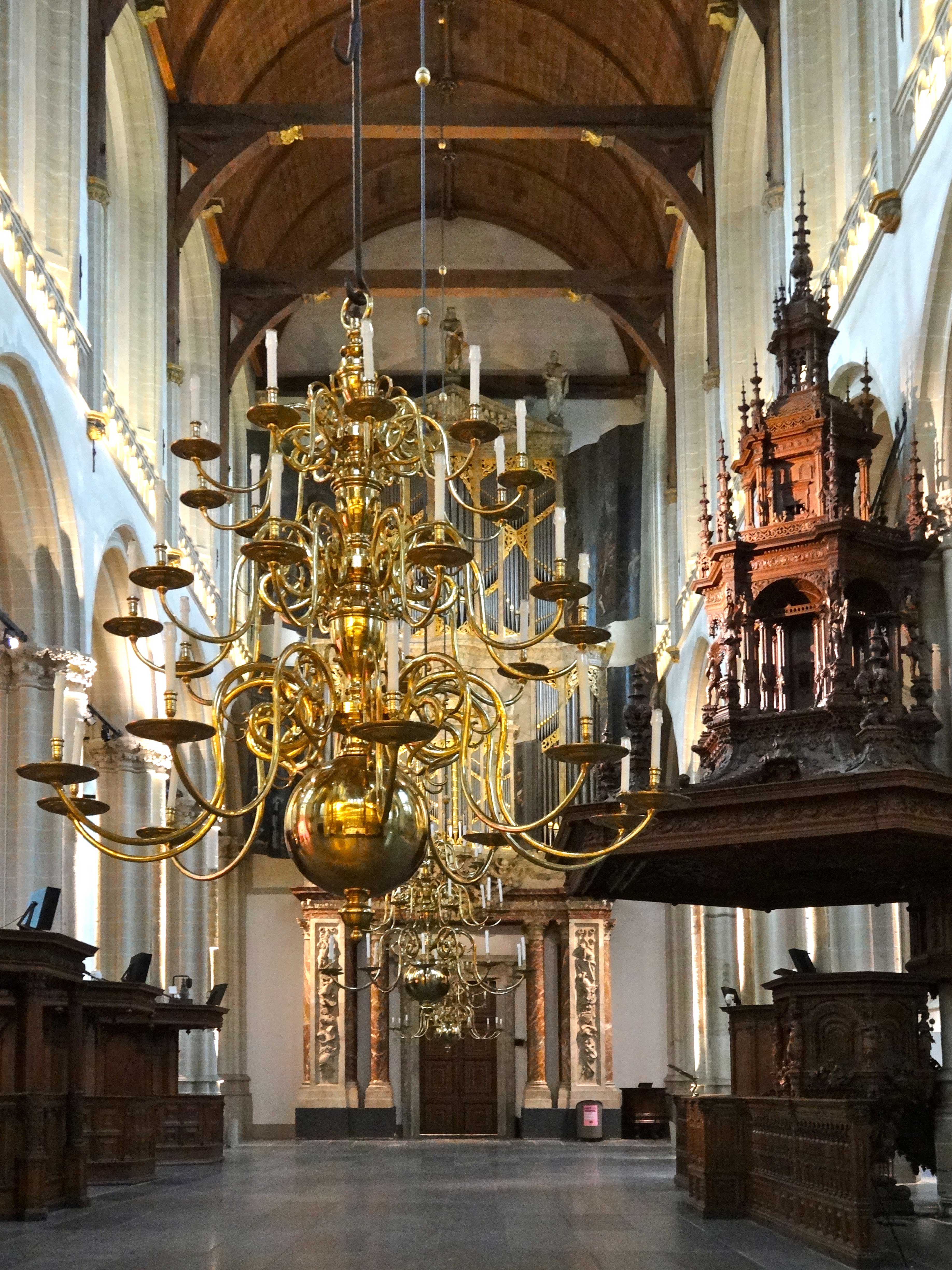
Veduta dell'interno.

L'interno, maestoso, è illuminato da 75 grandi polifore, fra cui emergono quelle enormi dei due fronti del transetto. Diviso in tre navate da pilastri a fascio, presenta una copertura a carena di nave lignea. Il coro a deambulatorio è contornato da dieci cappelle radiali che, in origine, erano dedicate ai santi patroni; persero la loro funzione con il passaggio della chiesa ai protestanti. Esse costituiscono la parte più antica dell'edificio. La più vecchia, situata a destra del presbiterio è quella della famiglia Eggert, che ha commissionato la costruzione della chiesa.

### Arredi e opere d'arte

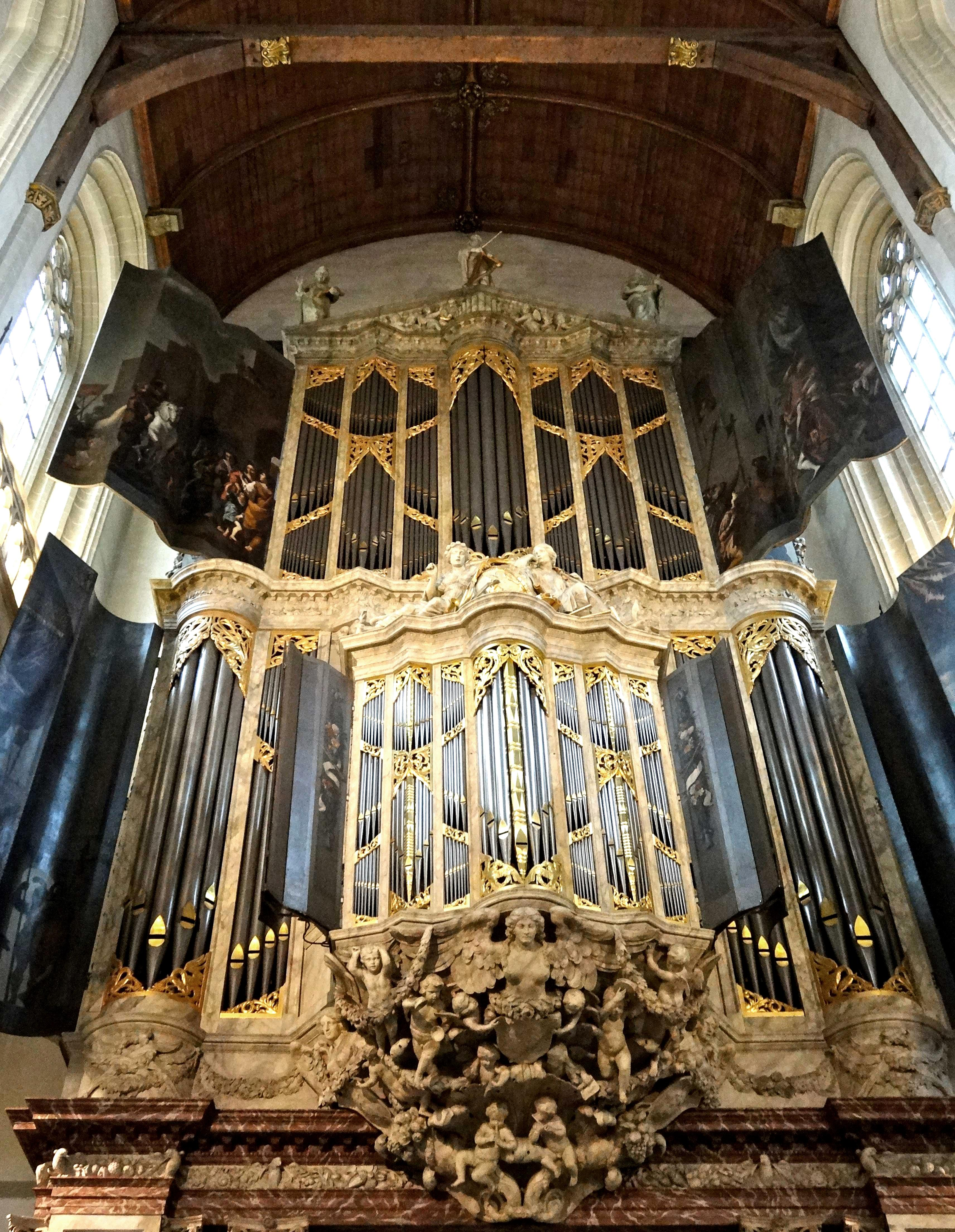
Il Grand'Organo barocco.

All'interno della chiesa sono conservate diverse opere d'arte:
- Pulpito barocco ligneo, realizzato fra il 1649 e il 1664
- Cancellata-Tramezzo, posta davanti al presbiterio, venne realizzata in ottone nel 1650.
- Tomba dell'ammiraglio Michiel de Ruyter, grande monumento marmoreo che sorge nell'abside del coro, realizzato nel 1681 dallo scultore Rombout Verhulst. Vi sono scolpite tre statue femminili che rappresentano la Fama, al centro, con una tromba in mano, la Prudenza, che tiene uno specchio, un serpente e un galletto e la Forza che indossa un copricapo simile a quello della divinità egizia Iside.
- Grand'Organo barocco, posto in controfacciata, del 1645-55.

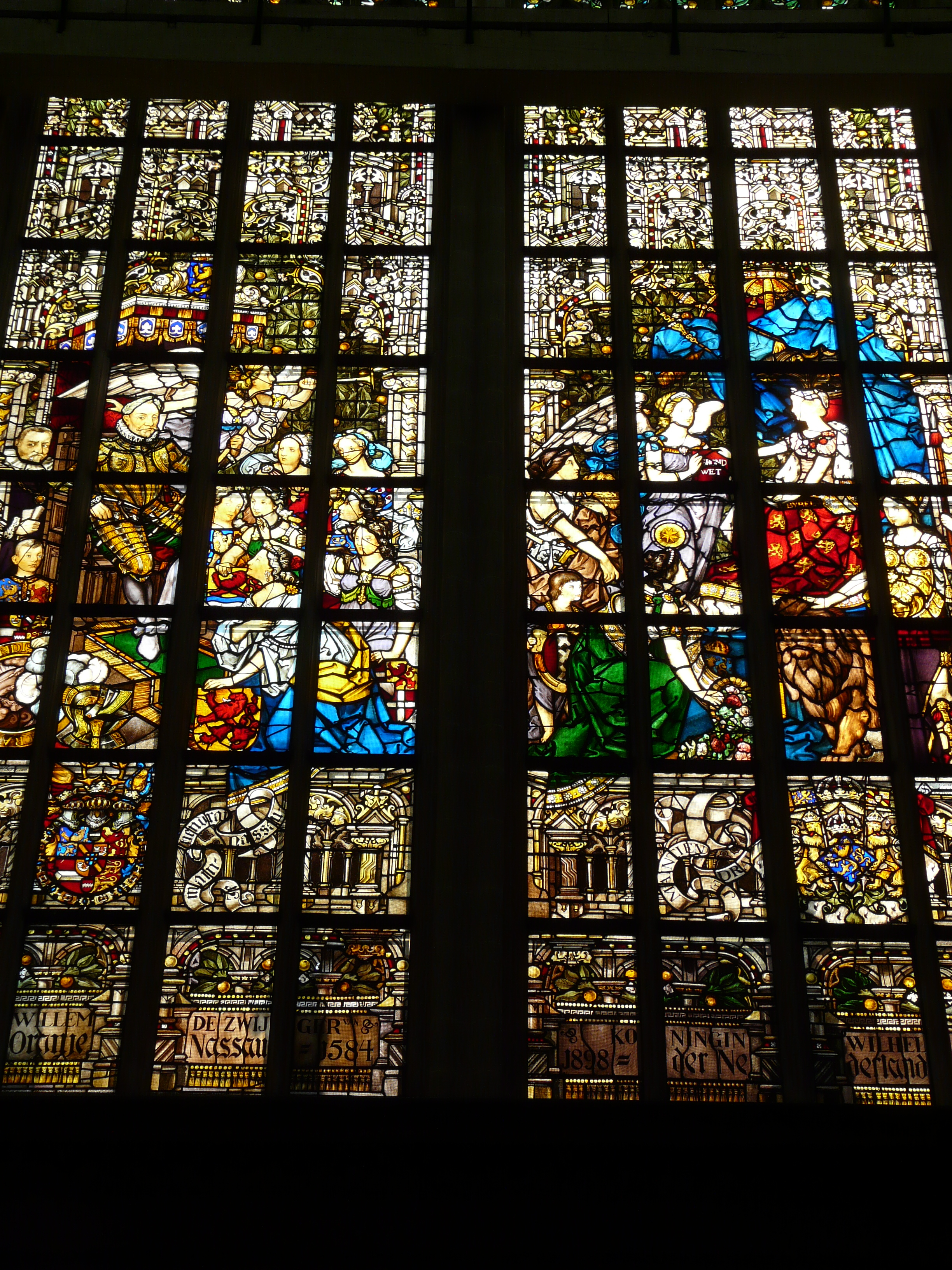
la vetrata del transetto destro.
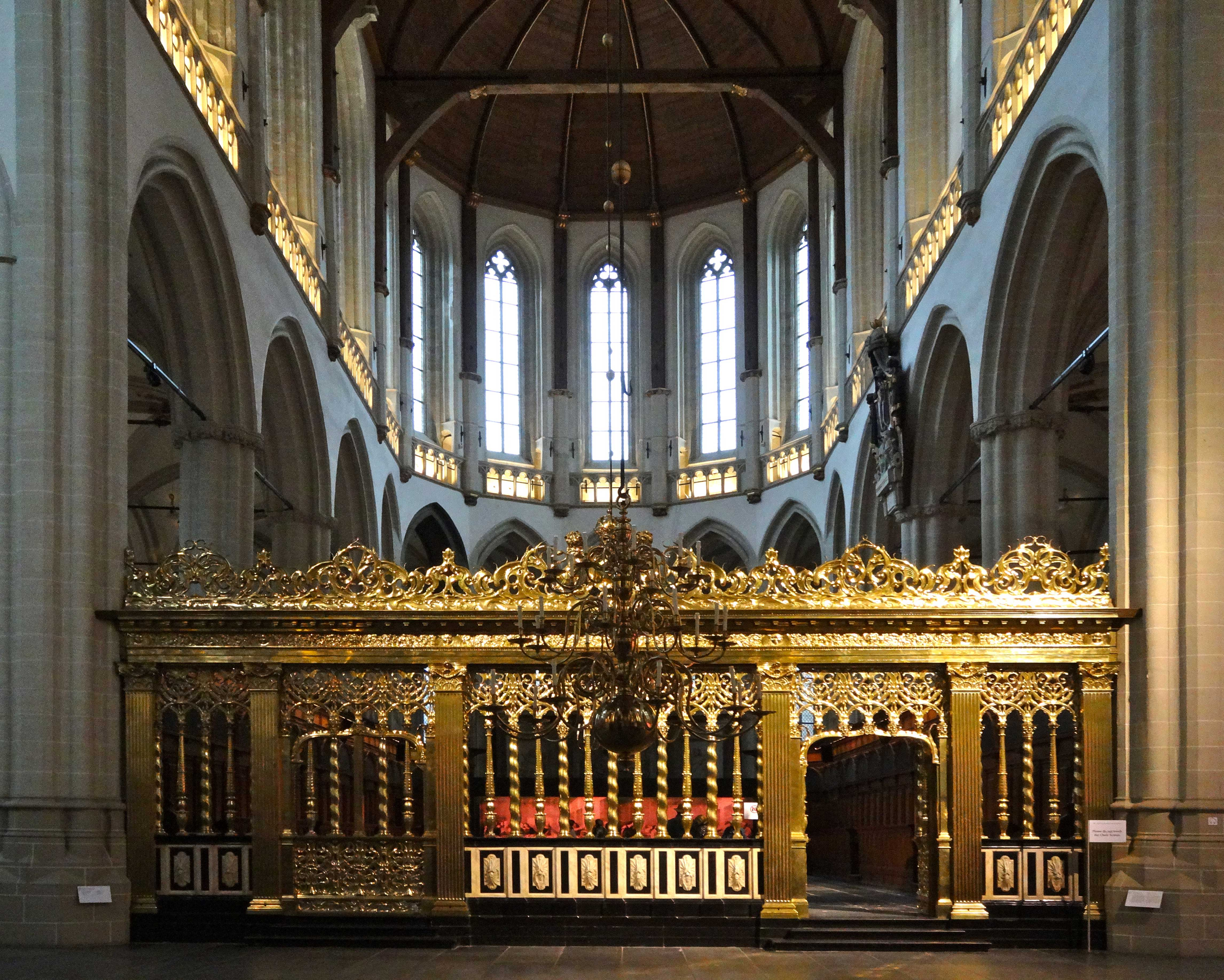
La cancellata del coro.
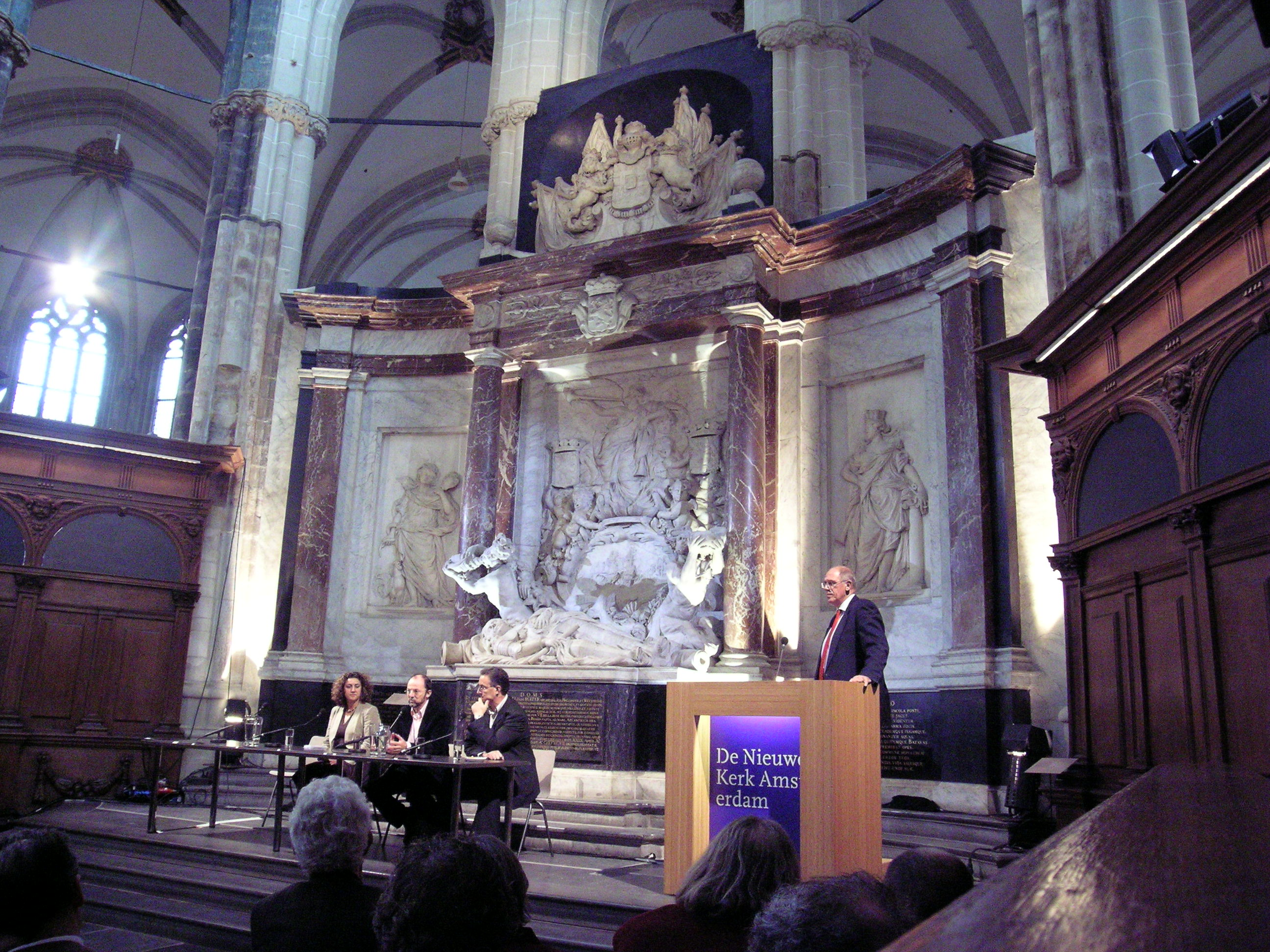
Il monumento a Michiel de Ruyter.
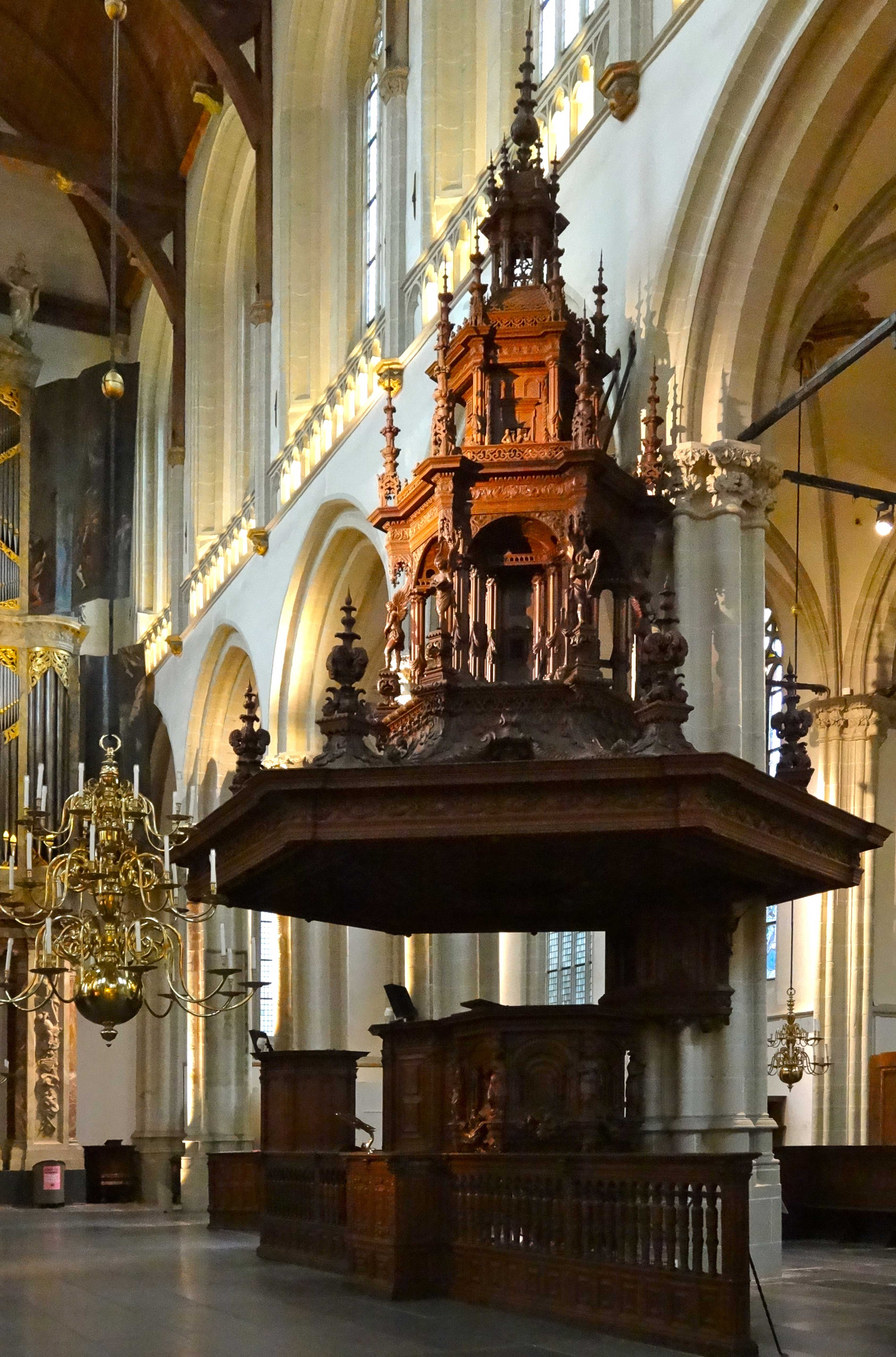
Il pulpito barocco.

## Organi
La Chiesa ha due organi. Il progetto della loro costruzione è stato oggetto di un aspro dibattito tra i fautori e i contrari.
L'organo principale è stato commissionato dalla città nel 1645 che ha chiamato i migliori artisti a realizzarlo. Nel 1655 l'organo è stato inaugurato e lo stesso ha subito un ampliamento nel 1673 ad opera di Jacobus Galtusz. I pannelli sono interamente dipinti nella parte interna e in quella esterna con decorazioni ispirate ai temi musicali.
Il secondo organo, più piccolo si trova nel transetto, ed è stato costruito nel 1645. Al lato di questo si trova una balconata lignea, la cosiddetta "galleria degli orfani" che ha preso il nome dai bambini dell'orfanotrofio municipale che cantavano in chiesa durante le funzioni.

## Manifestazioni pubbliche

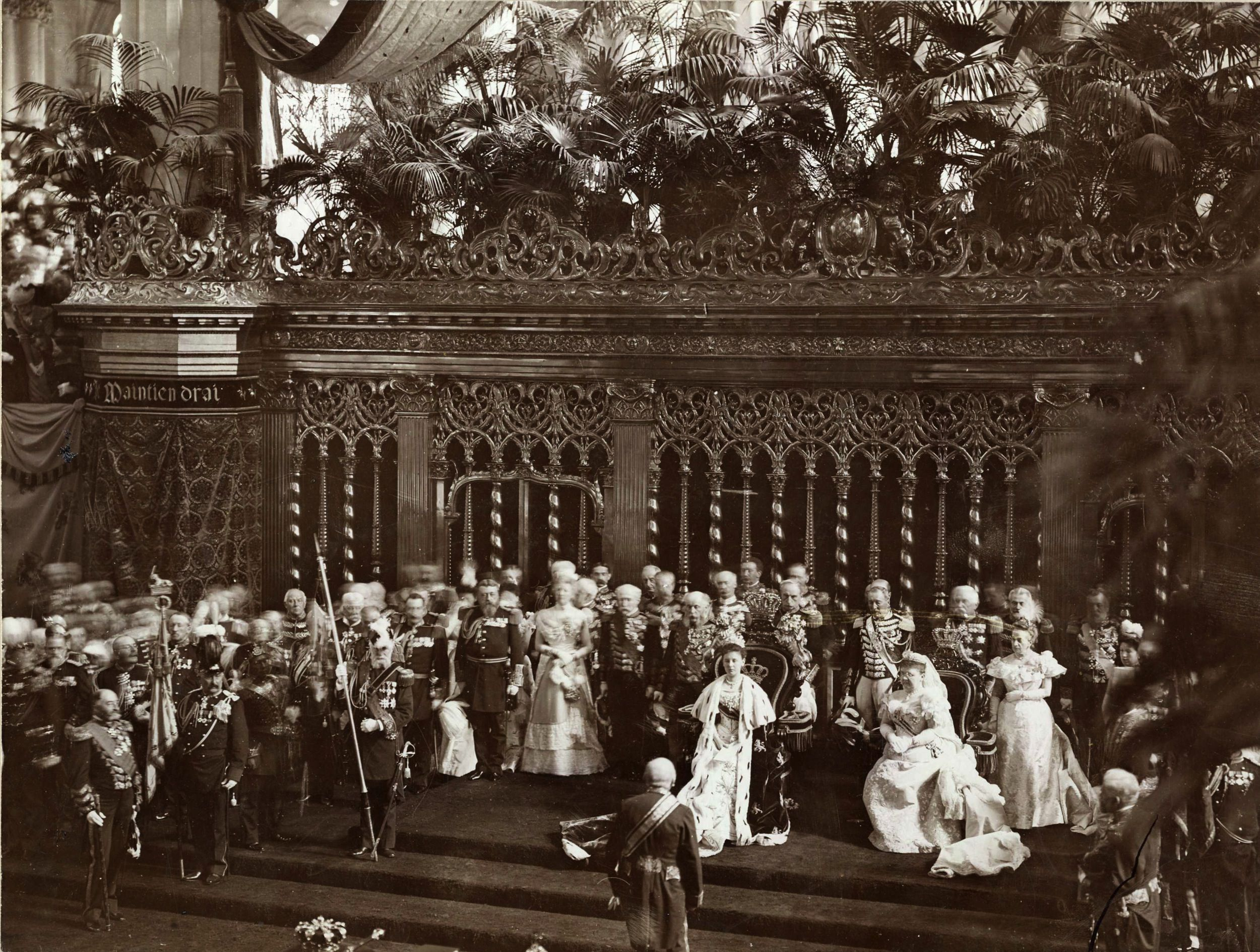
L'incoronazione della regina Guglielmina nel 1890.

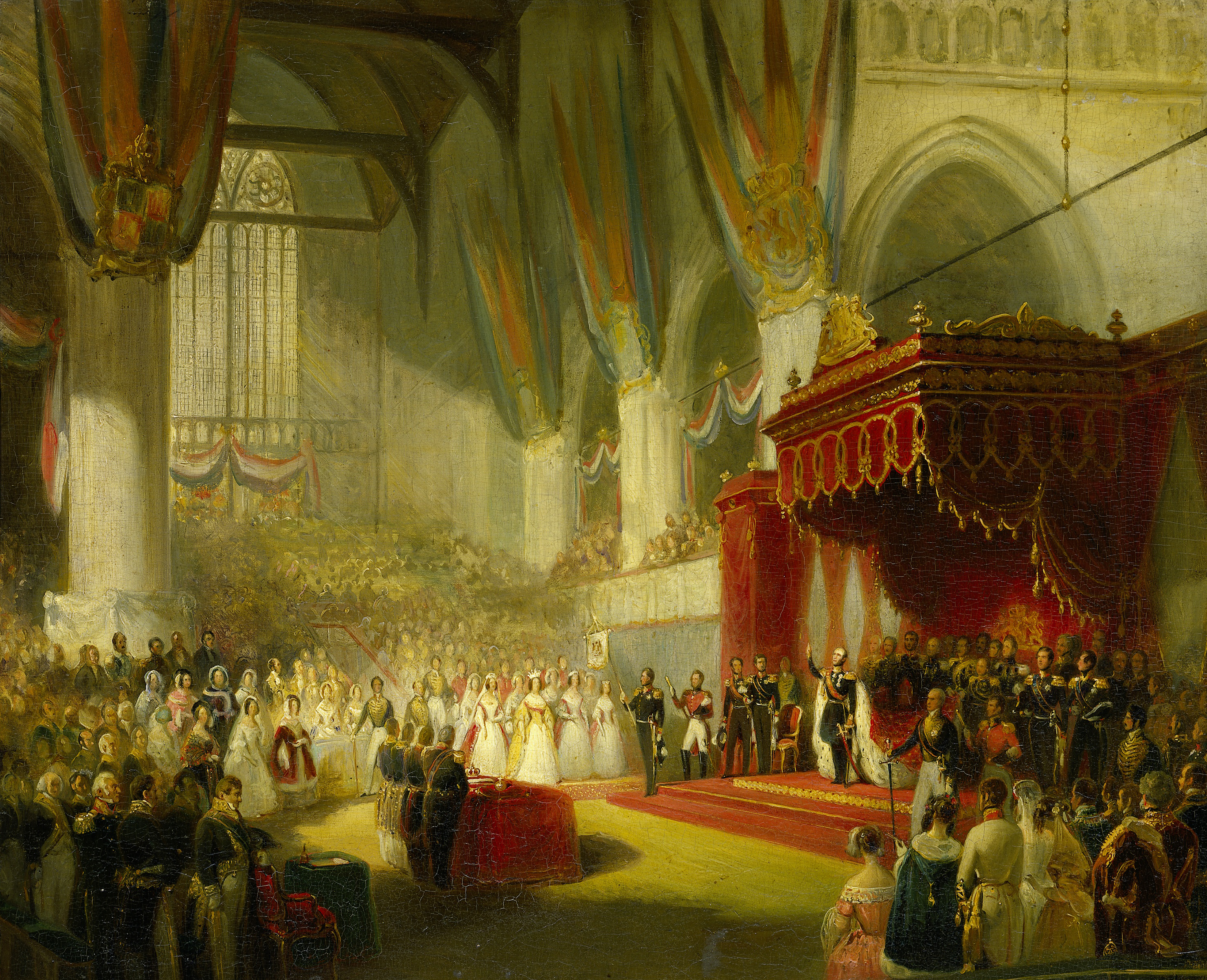
L'incoronazione del re Guglielmo II nel 1840.

Per la vicinanza con il Palazzo Reale, l'ex Chiesa ha ospitato e continua ad ospitare numerose funzioni di investitura dei sovrani a partire dal 1814 e le cerimonie dei matrimoni dei membri della famiglia reale.
Le regine Guglielmina, Giuliana, Beatrice sono state incoronate qui. Il 2 febbraio 2002 vi si svolse il matrimonio di Guglielmo Alessandro d'Orange-Nassau, allora principe d'Orange, con Máxima Zorreguieta Cerruti.
L'ultimo evento che è stato celebrato è l'investitura del nuovo re Guglielmo Alessandro il 30 aprile 2013.
Ogni anno il 4 maggio si celebra una funzione molto sentita in occasione della ricorrenza della Giornata del Ricordo, nel corso della quale si alternano diversi oratori. La giornata del ricordo commemora i civili e i soldati caduti durante la seconda guerra mondiale e nelle successive missioni di pace. La festività anticipa quella del giorno seguente che commemora la liberazione del Paese dalle truppe tedesche. In occasione del cinquantesimo anniversario della liberazione, nel 1995, l'artista Toon Verhoef ha creato una nuova vetrata commemorativa di alabastro traslucido e vetro.